# Ålands selvstyredag
Ålands selvstyredag (svensk: Ålands självstyrelsedag) fejres årligt på Åland den 9. juni til minde om, at Ålands landsting (siden 1993 Ålands lagting) holdt sit første møde på denne dag i 1922. Efter at Ålandsrörelsen havde rejst spørgsmålet om det svensksprogede øriges genforening med Sverige, indførtes Ålands selvstyre inden for Finland ved selvstyreloven af 1920 og yderligere garantier baseret på Folkeforbundets Ålandsoverenskomst af 1921.
Bestemmelser om Ålands selvstyredag findes i Ålands landskabslov (1976:26).
Ifølge landskabsloven (1992:41) om Ålands flag er selvstyredagen officiel flagdag på Åland. På officielle flagdage skal Ålands flag hejses på bygninger (eller på fremtrædende placeringer ved bygninger), der rummer landskabet Ålands embedsværk og skoler samt kommunale institutioner. Også Ålands offentlige transport flager på denne dag.